# Lewin Kłodzki
Pour l’article homonyme, voir Lewin Kłodzki (gmina).
Lewin Kłodzki est une localité polonaise, siège de la gmina de Lewin Kłodzki, située dans le powiat de Kłodzko en voïvodie de Basse-Silésie.